# Leváre
Leváre (in ungherese Lévárt) è un comune della Slovacchia facente parte del distretto di Revúca, nella regione di Banská Bystrica.